# Neofacydes montanus
Neofacydes montanus là một loài tò vò trong họ Ichneumonidae.